# ロコツイシュウペリ
ロコツイ シュウペリ（Lokotui Siupel、1983年5月14日 - ）は、トンガ出身のラグビーユニオン選手。

## プロフィール
- ポジションはセンター(CTB)。
- 身長 186cm、体重 109kg
- 7人制日本代表に選ばれたことがある[1]。
- U23日本代表に選ばれたことがある[2]。

## 略歴
ラグビーは6歳から始めた。
2002年、ケルストンボーイズ高校卒業後、拓殖大学に入る。
2007年、拓殖大学卒業後、リコーブラックラムズに加入。同年10月27日に行われたジャパンラグビートップリーグ第1節の日本IBMビッグブルー戦に先発出場で公式戦初出場を果たす。 
2008年、NECグリーンロケッツに加入。
2011年、NTTドコモレッドハリケーンズに加入。
2012年、日本国籍を取得した。
2013年、三菱重工相模原ダイナボアーズに加入。
2017年、釜石シーウェイブスに加入。
2018年、釜石シーウェイブスを退団した。